# IBM Research

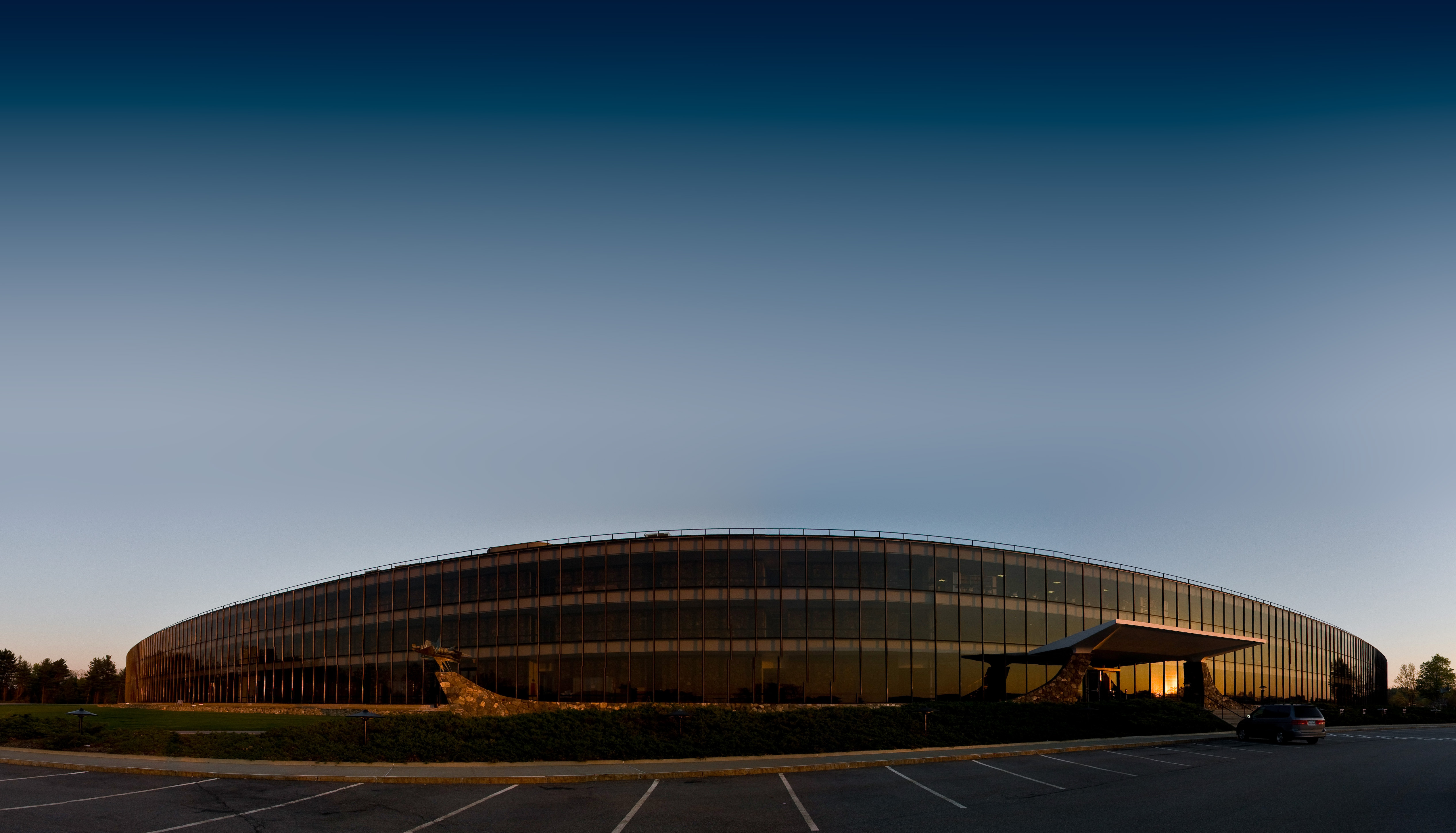
Cuartel general de investigaciones de IBM, diseñado por Eero Saarinem El centro de investigaciones Thomas J. Watson en Yorktown Heights, New York.

IBM Research es la división de investigación y desarrollo de IBM..
Es la organización de investigación industrial más grande en el mundo, con doce laboratorios en seis continentes.
Las raíces del hoy IBM Research comenzaron con la apertura en 1945 del laboratorio de computación científica Watson en la Universidad de Columbia. Este fue el primer laboratorio de IBM dedicado a la ciencia pura y más tarde se expandió con ubicaciones adicionales de IBM Research en el condado de Westchester y Nueva York, que comenzó en los años cincuenta, incluyendo el Thomas J.Watson Research Center en 1961.

## Laboratorios
| Nombre                                         | Ubicación                            | Fundado |
| ---------------------------------------------- | ------------------------------------ | ------- |
| IBM Research - África                          | Nairobi, Kenia                       | 2013    |
| IBM Research - África                          | Johannesburgo, Sudáfrica             | 2015    |
| IBM Research - Almaden                         | Almaden Valley, San José, California | 1986    |
| IBM Research - Austin                          | Austin, Texas                        | 1995    |
| IBM Research – Australia                       | Melbourne, Australia                 | 2011    |
| IBM Research – Brasil                          | São Paulo, Brasil                    | 2010    |
| IBM Research – Brasil                          | Río de Janeiro, Brasil               | 2010    |
| IBM Research– China                            | Beijing, China                       | 1995    |
| IBM Research– China                            | Shanghái, China                      | 2008    |
| IBM Research – Haifa                           | Haifa, Israel                        | 1972    |
| IBM Research – India                           | Delhi, India                         | 1998    |
| IBM Reserarch – Irlanda                        | Damastown, Irlanda                   | 2011    |
| IBM Research– Thomas J. Watson Research Center | Yorktown Heigths, Nueva York         | 1945    |
| IBM Research– Tokio                            | Tokio, Japón                         | 1982    |
| IBM Research – Zúrich                          | Rüschlikon, Suiza                    | 1956    |

== Publicaciones ==
- IBM Journal of Research and Development